# Колтовское
Колтовское — село в составе Потловского сельсовета Колышлейского района Пензенской области.

## География
Село находится на расстоянии 22 километров от районного центра Колышлея и в 100 километрах от областного центра — Пензы.

## Название
Ранее село называлось Горенка, Березовка, Малая Березовка, Колтовщина.

## История
Село основано между 1782 и 1795 годами капитаном Федором Дмитриевичем Колтовским, по всей видимости, в качестве выселка из соседнего села Липяги.
До 1806-08 годов в деревне не было свой церкви и она состояла приходом при церкви соседнего села Липяги. В 1808 году был освящен, построенный на средства Колтовского каменный храм во имя тотемского чудотворца преподобного Феодосия.
В XIX веке село принадлежало Василию Николаевичу Вырубову и его наследникам. В селе родился Александр Васильевич Вырубов (17.03.1880-19.02.1919) — морской офицер, участник Цусимского сражения на дозорном крейсере «Светлана», муж фрейлины Анны Вырубовой.
В 1877 году село относилось к Липяговской волости Пензенского уезда. В селе имелось три лавки, проводилась ярмарка.
В начале XX века в селе располагалось поместье Василия Васильевича Вырубова, который незадолго до Октябрьской революции продал его Петру Алексеевичу Черняеву.
В 1919 году на базе бывших помещичьих экономий В.В. Вырубова и Ф.А. Метлоша был образован один из первых в Пензенском крае совхозов — «Колтовский». При совхозе имелся винокуренный завод, 10 лошадей, около 2 000 десятин земли, часть из которых сдавалась в аренду местным крестьянам.
К середине 30-х годов XX века «Колтовский» являлся самым крупным совхозом Пензенского свинотреста и имел 4 700 гектар земли, 24 трактора, 5 автомашин, 6 электросилосовых установок, 4 000 свиней, 348 голов крупного рогатого скота, 116 лошадей. Численность работников составляла более 500 человек.
С 1955 года село входило в состав Телегинского района, в нём располагалась центральная усадьба совхоза имени Октябрьской революции. В эти годы к совхозу были присоединены земли близлежащих колхозов, общая площадь земель достигала 17 600 гектар, а само хозяйство стало многоотраслевым.
С 1992 года в селе располагалась центральная усадьба сельского производственного кооператива имени Октябрьской революции, созданного на базе одноименного совхоза.
В 2010 году Колтовский сельсовет был включен в состав Потловского сельсовета.

## Население
| 1790  | 1864  | 1877  | 1897  | 1911  | 1926  | 1939  |
| ----- | ----- | ----- | ----- | ----- | ----- | ----- |
| 416   | ↗1063 | ↘1014 | ↗1178 | ↗1352 | ↗1775 | ↗1927 |
| 1959  | 1979  | 1989  | 2002  | 2010  |       |       |
| ↘1723 | ↘1181 | ↗1290 | ↘1192 | ↘1125 |       |       |

## Достопримечательности
В селе сохранились остатки барского парка.